# Chrysomopsis strictus
Chrysomopsis strictus là một loài ruồi trong họ Tachinidae.